# 長崎市営大橋球場
長崎市営大橋球場（ながさきしえい おおはしきゅうじょう）は、かつて長崎県長崎市にあった野球場。長崎市が運営管理を行っていたが、1995年に閉鎖・撤去され、跡地には長崎県営野球場（長崎ビッグNスタジアム）が建設された。

## 概要・歴史

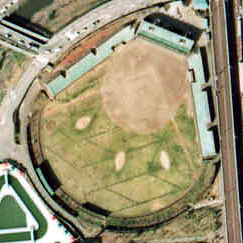
1974年当時の大橋球場。

長崎市松山町で整備が進められていた平和公園の敷地内に1951年4月3日に竣工し、本格的な供用を開始した。
開場当初から高校野球や社会人野球などのアマチュア野球や一般利用の他、プロ野球においても、かつて福岡県を保護地域としていた西鉄ライオンズ（その後太平洋クラブ、クラウンライター。現埼玉西武ライオンズ）がオープン戦を行っていた他、ヤクルトスワローズも、オーナーの松園尚巳が長崎県出身という縁もあって、1990年まで公式戦を年1試合開催していた（佐世保野球場との2連戦でデーゲーム開催）。また、1965年8月8日には第11回原水爆禁止世界大会が開催されるなど、野球以外の催しも積極的に行っていた。
しかし施設の老朽化が進み、フィールド内の安全対策が万全でないこと（特に外野フェンスのラバー部は約1mしかなく、プレーヤーの衝突時に負傷する危険があった）などが問題となり、県に移管した上で本格的な野球場として改築することとなった。こうして大橋球場は1995年に閉鎖され、大規模な改築を経て1997年、長崎県営野球場として開場した。また市は、郊外の柿泊町地内で整備を進めていた長崎市総合運動公園内に新たな市営野球場を建設、翌1998年に長崎市総合運動公園かきどまり野球場として開場した。

## 施設概要
- 両翼：92m、中堅：120m
- 内野：クレー舗装、外野：天然芝
- 照明設備：なし
- 収容人員：1万1千人[1]

## プロ野球公式戦開催実績
26試合開催。内訳はセ・リーグ25試合、パ・リーグ1試合。
- 1951年5月17日 大洋ホエールズ 3-7 大阪タイガース
- 1951年8月9日 阪急ブレーブス 2-8 毎日オリオンズ
- 1952年4月16日 大洋ホエールズ 6-0、8-5 松竹ロビンス（ダブルヘッダー）
- 1952年9月11日 大洋ホエールズ 3-2 読売ジャイアンツ
- 1953年10月13日 大洋松竹ロビンス 4-0、2-8 国鉄スワローズ（ダブルヘッダー）
- 1959年9月9日 大洋ホエールズ 0-2、1-9 広島カープ（ダブルヘッダー）
- 1969年4月26日 大洋ホエールズ 5-10 アトムズ
- 1971年9月14日 ヤクルトアトムズ 2-7 広島東洋カープ
- 1971年9月15日 ヤクルトアトムズ 2-3 広島東洋カープ
- 1975年8月30日 大洋ホエールズ 5-4 中日ドラゴンズ
- 1977年5月28日 ヤクルトスワローズ 4-9 中日ドラゴンズ
- 1978年7月16日 ヤクルトスワローズ 6-7 中日ドラゴンズ
- 1979年5月12日 ヤクルトスワローズ 8-6 阪神タイガース
- 1979年5月13日 ヤクルトスワローズ 3-3 阪神タイガース
- 1981年5月17日 ヤクルトスワローズ 5-13 広島東洋カープ
- 1982年5月16日 ヤクルトスワローズ 1-2 中日ドラゴンズ
- 1983年5月15日 ヤクルトスワローズ 3-6 広島東洋カープ
- 1984年5月13日 ヤクルトスワローズ 4-11 広島東洋カープ
- 1986年5月10日 ヤクルトスワローズ 3-12 阪神タイガース
- 1987年5月10日 ヤクルトスワローズ 4-3 広島東洋カープ
- 1988年5月15日 ヤクルトスワローズ 3-12 横浜大洋ホエールズ
- 1989年5月14日 ヤクルトスワローズ 2-1 広島東洋カープ
- 1990年5月13日 ヤクルトスワローズ 12-5 阪神タイガース